# Flughafen Kertsch

i8
i11
i13
Der  Flughafen Kertsch  (ukrainisch: Аеропорт «Керч», russisch: Аэропорт «Керчь»; IATA-Code: KHC, ICAO-Code: URFK) ist ein öffentlicher Flughafen, 2 km nordwestlich von Kertsch in der Ukraine.

## Flughafendaten
Er hat zwei Asphaltpisten: eine mit 1652 m Länge und 35 m Breite und eine mit 2000 m Länge. Die Fläche des Flughafens beträgt 320 ha. Die Seehöhe beträgt 52 m.

## Geschichte
Der Flughafen ist seit 1944 in Betrieb. In den 1970er und 1980er Jahren gab es regelmäßigen Linienbetrieb nach Kiew, Krasnodar, Moskau, Simferopol, welcher mit Let L-410 durchgeführt wurde. Nach dem Zusammenbruch der UdSSR wurde einigen Quellen zufolge der Luftverkehr von Kertsch nach Kiew und Moskau mit Antonow An-24 durchgeführt. Im Jahr 2001 wurde der Flughafen Kertsch in kommunales Eigentum überführt und seit 2007 versuchen die Stadtbehörden erfolglos, ihn zu verkaufen. Im Jahr 2007 begann EuroLine mit Flügen vom Flughafen Kertsch nach Atyrau (Kasachstan) und Kiew (Schuljany) (Ukraine). Der Flugverkehr wurde 2008 wegen geringer Nachfrage und unrentabler Flüge eingestellt. Im Jahr 2014 wurde er als Lagerfläche für Fahrzeuge genutzt, die in der Warteschlange für die Fährüberfahrt standen. Ende April 2018 wurde der Betrieb wieder aufgenommen; Hubschrauber und kleine Privatflugzeuge werden akzeptiert. Seit der Besetzung der Krim 2014 befindet sich der Flughafen unter russischer Kontrolle.

## Zwischenfälle
- Am 13. November 1971 geriet eine Antonow An-24 (CCCP-46378) der Aeroflot beim Endanflug auf Kertsch (von Simferopol kommend) in ein Gebiet mit lokalen Nebel. Die Besatzung ließ das Flugzeug unter den Gleitpfad sinken, bis es am Stadtrand von Wojkowe, 2610 Meter vor der Landebahnschwelle, gegen einen Betonmast einer Hochspannungsleitung prallte. Zu diesem Zeitpunkt flog das Flugzeug 17 Meter unter dem Niveau der Landebahn. Das Flugzeug kollidierte mit dem Dach einer Lagerhalle und stürzte ab. Alle vier Besatzungsmitglieder und sechs der elf Passagiere kamen ums Leben.[4]